# فرودگاه باتم‌بنگ
فرودگاه باتم‌بنگ (به انگلیسی: Battambang Airport) یک فرودگاه همگانی با کد یاتا BBM است که یک باند فرود آسفالت دارد و طول باند آن ۱۶۰۰ متر است. این فرودگاه در شهر باتم‌بنگ کشور کامبوج قرار دارد و در ارتفاع ۱۸ متری از سطح دریا واقع شده‌است.